# Ligne d'Østfold (Vestre linje)
La Vestre Linje est une ligne ferroviaire norvégienne reliant les gares de Ski et de Sarpsborg.

## Description
La Vestre linje est une partie de la Ligne d'Østfold. Cette dernière relie Oslo à Halden à la frontière suédoise. Mais à Ski, la ligne se sépare : une ligne est tracée vers l'ouest, plus longue elle dessert les grandes villes côtières, (c'est la vestre linje), tandis qu'une autre ligne est tracée plus à l'est (c'est l'Østre linje). Ces deux lignes se rejoignent à Sarpsborg..

## Histoire
Décision fut prise de construire la ligne en 1873, mais la Vestre linje fut la première mise en service en 1879 car considérée encore aujourd'hui comme la plus importante des deux. La ligne fut électrifiée en 1939-40 soit près de 20 ans avant celle de l'est .
Un nouveau tracé fut décidé lorsque la ligne fut doublée entre Ski et Moss en 1996, ce qui entraîna la fermeture de plusieurs gares et haltes ferroviaires.

## Tableau récapitulatif des gares (en service ou fermées) de laVestre Linje
| Gare        | Mise en service / fermeture | Km (gare d'Oslo) | Commune     | Note                                                                                                 |
| ----------- | --------------------------- | ---------------- | ----------- | --- |
| Ski         | 1879                        | 24.31            | Ski         | |
| Holstad     | 1897 / 1994                 | 28.19            | Ås          | |
| Ås          | 1879                        | 31.15            | Ås          | |
| Vestby      | 1879                        | 39.28            | Vestby      | |
| Kjenn       | 1932 /1996                  | 43.90            | Vestby      | halte ferroviaire                                                                                    |
| Hølen       | 1931 / 1996                 | 46.73            | Vestby      | halte ferroviaire                                                                                    |
| Såner       | 1879 / 1996                 | 47.92            | Vestby      | |
| Sonsveien   | 1932                        | 49.59            | Vestby      | halte ferroviaire                                                                                    |
| Kambo       | 1895                        | 53.84            | Moss        | |
| Moss        | 1879                        | 60.16            | Moss        | |
| Dilling     | 1879                        | 65.34            | Rygge       | n'est plus utilisée, sporadiquement, que pour le fret                                                |
| Rygge       | 1879                        | 69.28            | Rygge       | |
| Råde        | 1879                        | 77.01            | Råde        | |
| Ørmen       | 1914 / 1957                 | 82.21            | Fredrikstad | |
| Onsøy       | 1879 / 1983                 | 86.51            | Fredrikstad | |
| Fredrikstad | 1879                        | 94.26            | Fredrikstad | |
| Lisleby     | 1888 / 1999                 | 97.75            | Fredrikstad | |
| Rolvsøy     | 1990                        | 101.01           | Fredrikstad | gare de fret uniquement                                                                              |
| Greåker     | 1879 /2010                  | 103.17           | Sarpsborg   | détruite par un incendie, la gare n'était plus utilisée pour le transport de passagers depuis 1989., |
| Sandesund   | 1879 / 1983                 | 106.64           | Sarpsborg   | évitement                                                                                            |
| Valaskjold  | 1932                        | 108.38           | Sarpsborg   | halte ferroviaire officiellement en service mais non utilisée                                        |
| Sarpsborg   | 1879                        | 109.47           | Sarpsborg   | |